# Hamba perplexa
Hamba perplexa är en insektsart som först beskrevs av Walker 1857.  Hamba perplexa ingår i släktet Hamba och familjen vedstritar. Inga underarter finns listade i Catalogue of Life.